# L’École du bonheur conjugal
Pour plus de détails, voir Fiche technique et Distribution.
L’École du bonheur conjugal (Schule für Eheglück) est un film allemand sorti en 1954, adapté de la pièce radiophonique Cours de bonheur conjugal de l'écrivain français André Maurois.

## Résumé
Justus Schneemann, rédacteur pour le magazine féminin Kristine que dirige son ami Tobby, est sur le point de se remarier et s'adresse au spectateur pour lui raconter son histoire.
Alors qu'il se promène dans une rue commerçante, il aperçoit la jeune vendeuse Marianne dans un magasin de mode et la rattrape lorsqu'elle fait une chute. Après avoir passé de premières vacances d'hiver ensemble à la montagne, ils se marient et ont ensemble une petite fille, Sabine.
Cependant, malgré son mariage, Justus semble encore rechercher la compagnie d'autres femmes, ayant pour projet d'écrire un roman psychologique, ce qui cause la jalousie de sa femme. Grâce à sa rencontre avec une jeune femme nommée Sibylle, proche de l'éditeur Krämer, Justus parvient à vendre son roman avant même de l'avoir terminé. Pour se venger de son époux volage, Marianne se laisse charmer par Boris Salmon, un homme beaucoup plus âgé.
Un jour Justus fait la connaissance du docteur Regine Barring lors d'une conférence : ils se revoient peu de temps après, lorsque Justus et sa fille Sabine, désormais âgée de cinq ans, consultent un spécialiste pour les douleurs aux oreilles de la petite fille, spécialiste qui n'est autre que le docteur Barring. Elle devient rapidement sa maîtresse, ce qui conduit Justus et Marianne à la rupture : lorsque le premier part en voyage d'agrément avec son amante, la seconde finit par demander le divorce. Cependant, comprenant que Justus ne pourra ni être heureux ni écrire à nouveau sans son épouse, Regine Barring les poussent à renouer. Le film se termine sur Marianne qui se présente un jour devant la porte de l'appartement de Justus, pour un nouveau départ.

## Fiche technique
- Titre original : Schule für Eheglück
- Réalisation : Rainer Geis
  - Assisté de Toni Schelkopf
- Scénario : Peter Berneis et Franz Geiger d'après la pièce radiophonique Cours de bonheur conjugal de l'écrivain français André Maurois
- Musique : Ulrich Sommerlatte
- Photographie : Franz Koch
- Montage : Adolf Schlyssleder
- Production : Toni Schelkopf
- Société de production : Oska-Film
- Pays d'origine :   Allemagne de l'Ouest
- Langue originale : allemand
- Format : noir et blanc
- Genre : comédie
- Durée : 96 minutes
- Date de sortie :
  - Allemagne de l'Ouest : 20 mai 1954

## Distribution
- Paul Hubschmid : Justus Schneemann
- Liselotte Pulver : Marianne, son épouse
- Wolf Albach-Retty : Tobias, surnommé Tobby, patron de Justus
- Cornell Borchers : Dr. Regine Barring
- Ingrid Lutz : Sibylle
- Alexander Golling : Boris Salmon
- Hermann Pfeiffer : M. Krämer, un éditeur
- Elisabeth Goebel : Mme Kirsch, la secrétaire de Tobias
- Susanne Nawrath : Sabine, fille de Justus et de Marianne
- Margot Leonard : Inge
- Gisela Griffel : Sängerin

## Thème du film
En 1965, la pièce radiophonique d'André Maurois Cours de bonheur conjugal dont est inspiré Schule für Eheglück sera cette fois adapté en France sous la forme d'un feuilleton télévisé en treize épisodes, Le Bonheur conjugal, réalisé par Jacqueline Audry.